# Simira viridiflora
Simira viridiflora är en måreväxtart som först beskrevs av Allemão och José de Saldanha da Gama, och fick sitt nu gällande namn av Julian Alfred Steyermark. Simira viridiflora ingår i släktet Simira och familjen måreväxter. Inga underarter finns listade i Catalogue of Life.